# Sergio Vargas
Sergio Bernabé Vargas Buscalia (Buenos Aires, 17 agosto 1965) è un ex calciatore cileno, di ruolo portiere.